# غود أب أشتر (بهمن)
غود أب أشتر (بالفارسية: گود آب‌اشتر) هي قرية تقع في إيران في الناحية المركزية, قسم بهمن الريفي. يقدر عدد سكانها بـ 10 نسمة .